# 주한미군범죄근절운동본부
주한미군범죄근절운동본부는 대한민국의 반미주의 성향의 사회단체로, 활동 쟁점은 주한미군의 대한민국 영역 내에서의 범죄 행위에 대한 감시와 비판이었다.

## 역사
- 주한미군범죄근절운동본부는 1992년 “미군으로 인한 윤금이씨 살해사건 공동대책위원회를 계승해 1993년 결성되었다.
- 2018년 11월, 25년의 활동을 정리하고 발전적 해산을 결정하였다. 그 이후의 미군범죄 및 사건 사고 대응과, 한미 SOFA 등 제도 개선 활동은 평택평화센터 내에 설치된 미군범죄신고상담센터에서 승계하게 되었다.

## 주요 사건
- 윤금이 피살 사건(1992년)
- 존 병장에 의한 김미순씨(가명) 성폭행 사건(1993년)
- 리차드 이병과 브리안 이병에 의한 한창열씨 택시강도사건(1993년)
- 미군 헌병대에 의한 세 모녀 감금폭행 사건(1994년)
- 미군 5명에 의한 이영직씨 집단 폭행사건(1994년)
- 서울 충무로 지하철역 난동 사건(1995년)
- 윌리엄스 일병에 의한 에바다 농아원생 성추행 사건(1996년)
- 스티븐 이병에 의한 이기순씨 살해사건(1996년)
- 이태원 조중필씨 살인사건(1997년)
- 헨릭스 병장에 의한 허주연씨 살해, 방화사건(1998년)
- 매카시 상병에 의한 이태원 외국인 전용 클럽 여종업원 살해사건(2000년)
- 한강 독극물 방류사건(2000년)
- 신원 미상의 미군에 의한 서정만씨 살인사건(2000년)
- 키르디 하사에 의한 전정자씨 교통사고(2001년)
- 전동록씨 미군 고압선 사망사고(2001년)
- 미군 장갑차에 의한 두 여중생 압사사건(2002년)
- 온켄 병장에 의한 오산 미군 음주 뺑소니 사망사고(2003년)
- 신촌 미군 흉기 난동사건(2004년)
- 미군 대형트럭(LMTV) 김명자씨 압사사건(2005년)
- 라미레즈 이병에 의한 66세 여성 성폭행 사건(2007년)
- 베이즐 병장에 의한 28세 여성 성폭행 미수사건(2007년)
- 군산 택시기사 집단 폭행 강도 사건(2007년)
- 동두천 10대 여성 성폭행 사건(2011년)
- 평택 미헌병 수갑 사건(2012년)
- 이태원 BB탄 난동사건(2013년)